# 武威站
武威站，位于中华人民共和国甘肃省武威市凉州区，是兰新铁路上的火车站，建于1954年，由中国铁路兰州局集团管辖，车站等级为二等站。2024年第三季度调图后，武威站日均车次22～24班。

## 车站历史

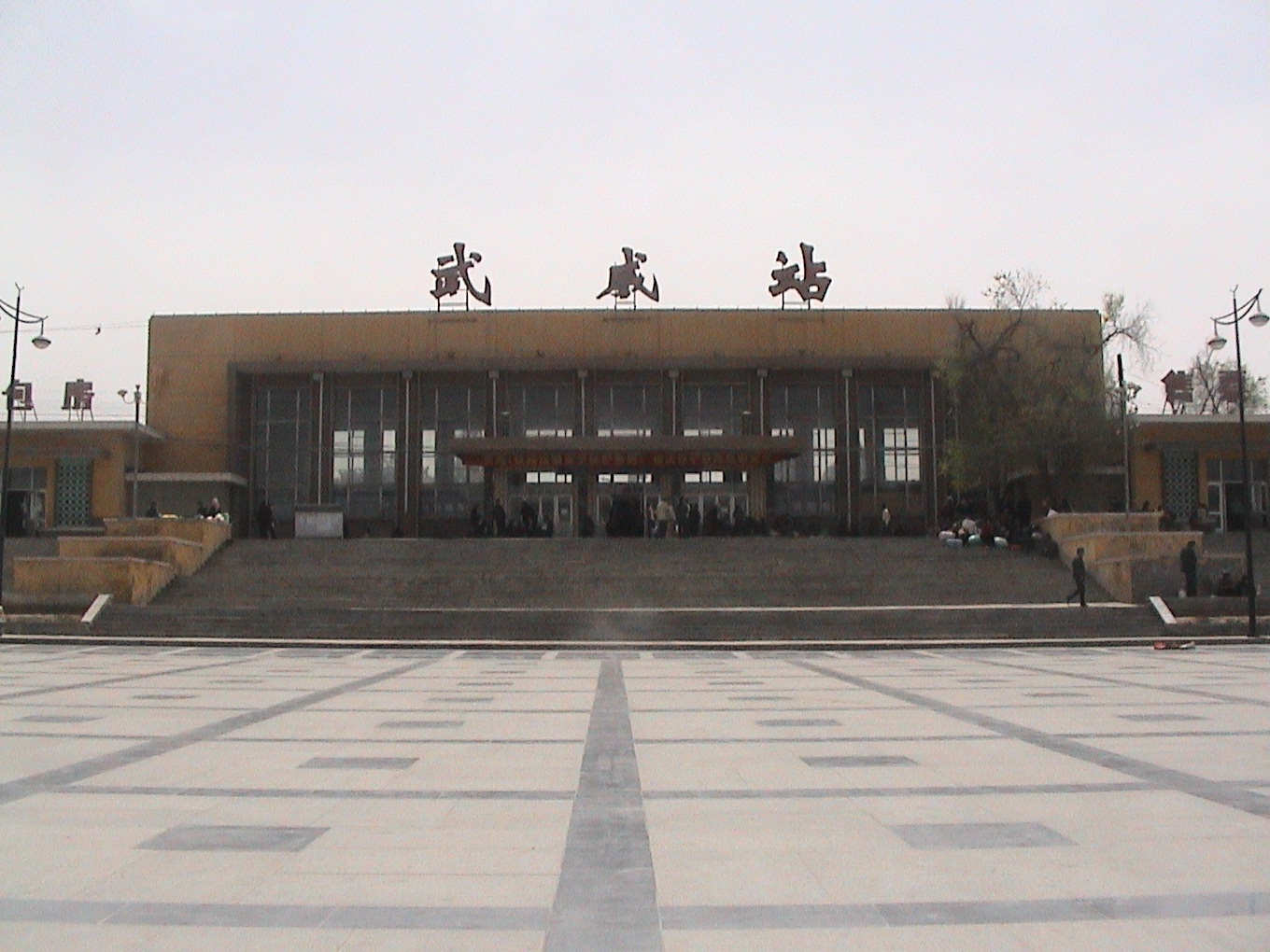
2006年老站

1952年10月1日，兰新铁路在兰州破土动工，1954年12月1日19时兰新铁路铺轨到达武威，同年武威站站舍竣工。
1984年，武威车站进行改造并于1985年投入使用，建筑面积由328平方米增加到1946平方米，候车室面积达到684平方米。
2009年武威站升级改造，经过一年零五个月的施工建设，2010年12月20日车站改造完成并投入使用。

## 车站结构
武威站站房宽158米、进深32.4米，建筑面积14273.98平方米。站房外立面设计为仿汉唐风格，由一个阙式坡屋面覆盖。站房共有三层，地面层为出站厅和售票厅，一层和站台平齐，设有候车厅和贵宾室；二层为候车大厅，并通过天桥和2、3站台连接。
- 在车站广场的江泽民题字
- 一楼检票口
- 二楼检票口
- 站场侧站房

### 站场

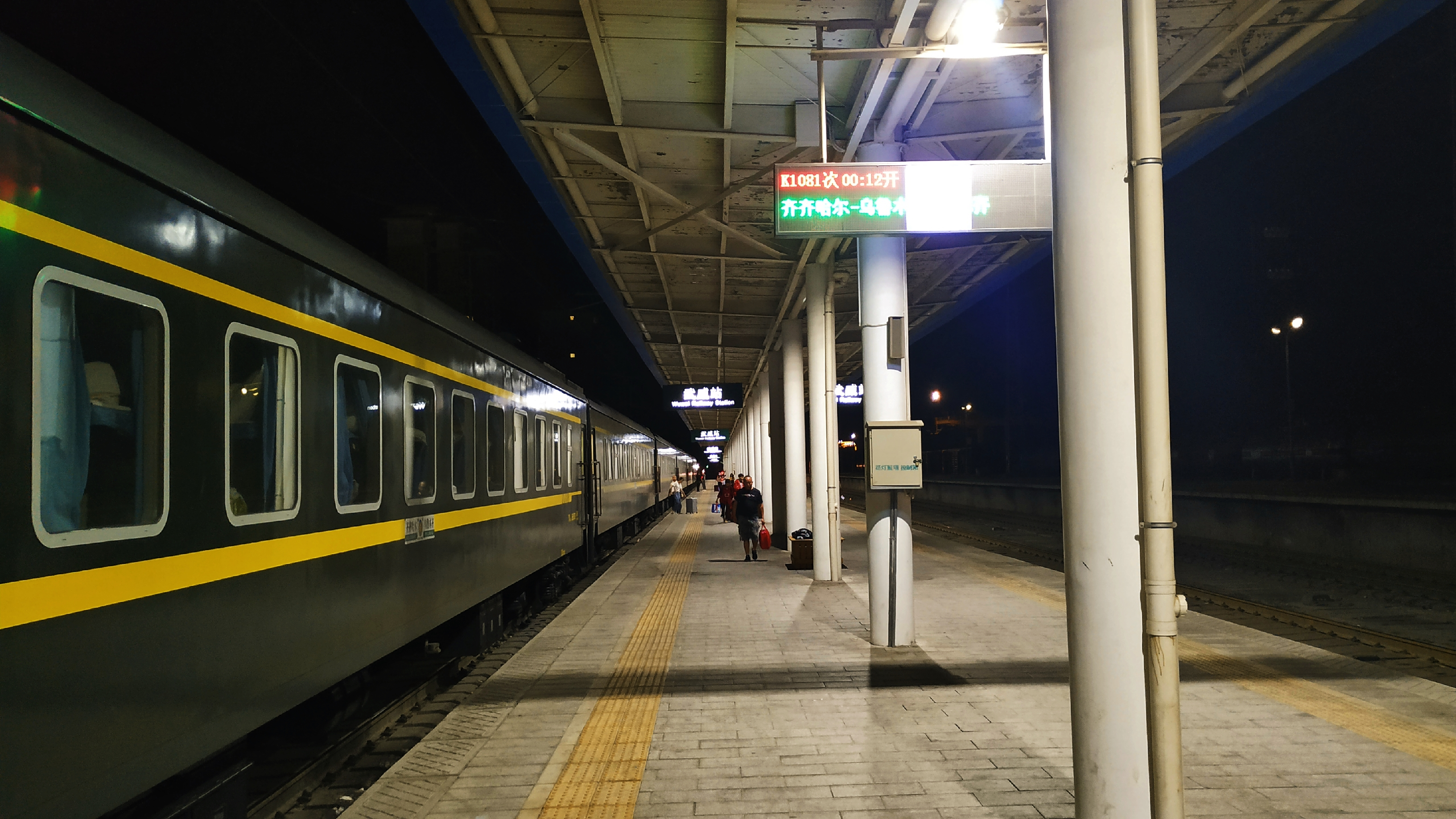
站台

武威站站场规模5台10线（含2条正线），另设有1条旅客列车停留线。站对侧设有货场，上行咽喉侧设有大机作业基地。车站设有通往中石油武威分公司成品油油库及国家粮食储备库的专用线。

## 交通、设施配套
武威客运中心
| 营业时间   | 夏季7:00～18:00                          |
| 部分目的地 | 民勤县、古浪县、西宁、永昌、土门、哈溪等 |
| 城乡目的地 | 新华、庙山、黄羊、双城、长城、清源等     |

武威市出租车
| 时间 | 起步价 | 涵盖里程 | 超出里程收费 | 等候收费  |
| ---- | ------ | -------- | ------------ | --------- |
| 日间 | ¥5     | 2km      | ¥0.5/500m    | ¥0.5/5min |
| 夜间 | ¥5.5   | 2km      | ¥0.6/500m    | ¥0.6/5min |

城市公交线路
| 线路      | 线路详情                 |
| --------- | ------------------------ |
| 1路       | 火车站-白圪垯变电站      |
| 2路       | 亚峰综合批发市场-火车站  |
| 10路      | 炮校西门-火车站          |
| 12路      | 炮校西门-火车站          |
| 14路      | 王府磨桥-火车站          |
| 17路      | 武南-火车站              |
| 19路      | 公交集团-火车站          |
| 20路      | 金厦社区-火车站          |
| 27路      | 公交集团-火车站          |
| 28路      | 火车站-高铁站            |
| 夜班1/2路 | 火车站-火车站 （循环线） |

## 外部連結
- 中国铁路客户服务中心 （页面存档备份，存于）